# Perizoma basiplaga
Perizoma basiplaga là một loài bướm đêm trong họ Geometridae.